# Жан Тигана
Жан Амаду Тигана (фр. Jean Amadou Tigana; Бамако, 23. јун 1955) је бивши француски фудбалер, који је играо на позицији везног играча.

## Клупска каријера
Тигана је одрастао у предграђу Марсеља, а сениорску каријеру је започео у Тулону. Примећен је од Лиона, где прелази 1978. године, и тек тада почиње са професионалном каријером, пре тога је у једном периоду радио и као поштар. Године 1981. прелази у Бордо, и тамо игра 8 година. За то време, Тигана је са Бордоом освојио 3 француска првенства и 2 француска купа. Такође је са Бордоом дошао и до полуфинала Купа шампиона сезоне 1984/85. и полуфинала Купа победника купова 1986/87. Након тога је Тигана прешао у Олимпик Марсељ, у којем је и 1991. године завршио играчку каријеру. Са Олимпиком из Марсеља је освојио 2 француска првенства.

## Репрезентативна каријера
Тигана, који је по оцу из Малија, а по мајци из Француске, је играо за репрезентацију Француске. За Француску је играо у периоду од 1980. до 1987. године, за то време је остварио 52 наступа и постигао 1 гол. Заједно са Платинијем, Жиресом и Луисом Фернандезом је дуго чинио везни ред Француске, који је прозван „магични квадрат”, и део генерације која је Француској донела успехе током 80-их година 20. века. Са Француском је освојио Европско првенство 1984, а на Светском првенству 1982. и 1986. заузео четврто, односно треће место.

## Тренерска каријера
Први клуб који је тренирао био је Лион, од 1993. до 1995. године, након чега су уследиле 4 сезоне на клупи Монака, са којим постаје шампион Француске сезоне 1996/97, а потом осваја и Суперкуп Француске. Након Монака Тигана тренира Фулам. У првој сезони са Фуламом остварује улазак у Премијер лигу, а сезоне 2002/03. клуб је играо и Куп УЕФА. Након те сезоне Тигана одлази из Фулама, а 2005. постаје тренер Бешикташа, са којим 2 пута осваја турски куп. Одлази из Бешикташа 2007, а после Бешикташа је био тренер у Бордоу и у Шангај Шенхуи.

## Трофеји

### Играчка каријера
Бордо
- Прва лига Француске: 1983/84, 1984/85, 1986/87
- Куп Француске: 1985/86, 1986/87

Олимпик Марсељ
- Прва лига Француске: 1989/90, 1990/91

Француска
- Европско првенство 1984

Индивидуални
- Најбољи дебитант у француској лиги: 1980[4]
- Најбољи играч француске лиге: 1984
- Део најбољег тима Европског првенства: 1984
- Део најбољег тима Светског првенства: 1986

### Тренерска каријера
Монако
- Прва лига Француске: 1996/97
- Суперкуп Француске: 1997

Фулам
- Чемпионшип: 2000/01

Бешикташ
- Куп Турске: 2005/06, 2006/07
- Суперкуп Турске: 2006

Индивидуални
- Тренер године у француској лиги: 1997
- Тренер године у Француској: 1997